# Вівчарик весняний
Вівча́рик весня́ний (Phylloscopus trochilus) — дрібний широко поширений перелітний птах родини кропив'янкових. В Україні гніздовий перелітний вид.

## Опис

### Зовнішній вигляд
У дорослого птаха оперення верху бурувато-оливкове; над оком жовтувата «брова»; низ білуватий з жовтим відтінком на горлі, волі і грудях; спід крил жовтий; махові і стернові пера бурі з оливковою облямівкою на зовнішніх частинах; дзьоб бурий, біля основи світліший; ноги світло-бурі. У молодого — весь низ жовтий. Від вівчарика-ковалика відрізняється, певною мірою, світлими ногами, але достовірно — лише шлюбною піснею.

### Звуки
Пісня — голосний свист, який спочатку наростає, а наприкінці поступово завмирає; поклик — тихе коротке «ф'юііт».
Пісняⓘ, Покликⓘ

## Поширення
Гніздовий ареал охоплює практично всю Європу та північну частину Азії до р. Анадир, крім південних частин Далекого Сходу і Якутії. Зимує в Африці південніше Сахари.
В Україні гніздиться в лісовій і лісостеповій смугах, а також у північній частині степової смуги; мігрує на всій території.

## Підвиди
Виділяють три підвиди, які відрізняються між собою за відтінками забарвлення і розмірами:
- Ph. t. trochilus Linnaeus, 1758 — Західна Європа від межі ареалу виду на схід до південної Швеції, Польщі і Карпат, на південь до середньої Франції, Італії, колишньої Югославії і північної Румунії, а також окремими угрупованнями на Апеннінському півострові, острові Сицилія, і, можливо, на Піренеях;
- P. t. acredula Linnaeus, 1758 — від Фенноскандинавії на південь до південних меж Карпат, на схід до Єнісею;
- Ph. t. yakutensis Ticehurst, 1938 — від Єнісею до Анадиру.

## Чисельність
Досить численний вид, в Європі гніздиться орієнтовно 560—1000 тис. пар, в Україні — 420—760 тис. пар.

## Гніздові біотопи
Гніздиться переважно в листяних, а також мішаних, інколи — хвойних лісах. Уникає зімкнених, глухих ділянок. Віддає перевагу ділянкам, що добре прогріваються, з підліском; узліссям; заростаючим вирубкам; зарослим кущами краям боліт тощо. Досить звичайний в острівному мілколіссі, молодняках, у тому числі в штучних лісопосадках сосни, а також в низькорослих кущах, придорожніх насадженнях. Трапляється в парках, скверах, садах, заростях на цвинтарях, у дачних селищах.

## Гніздування

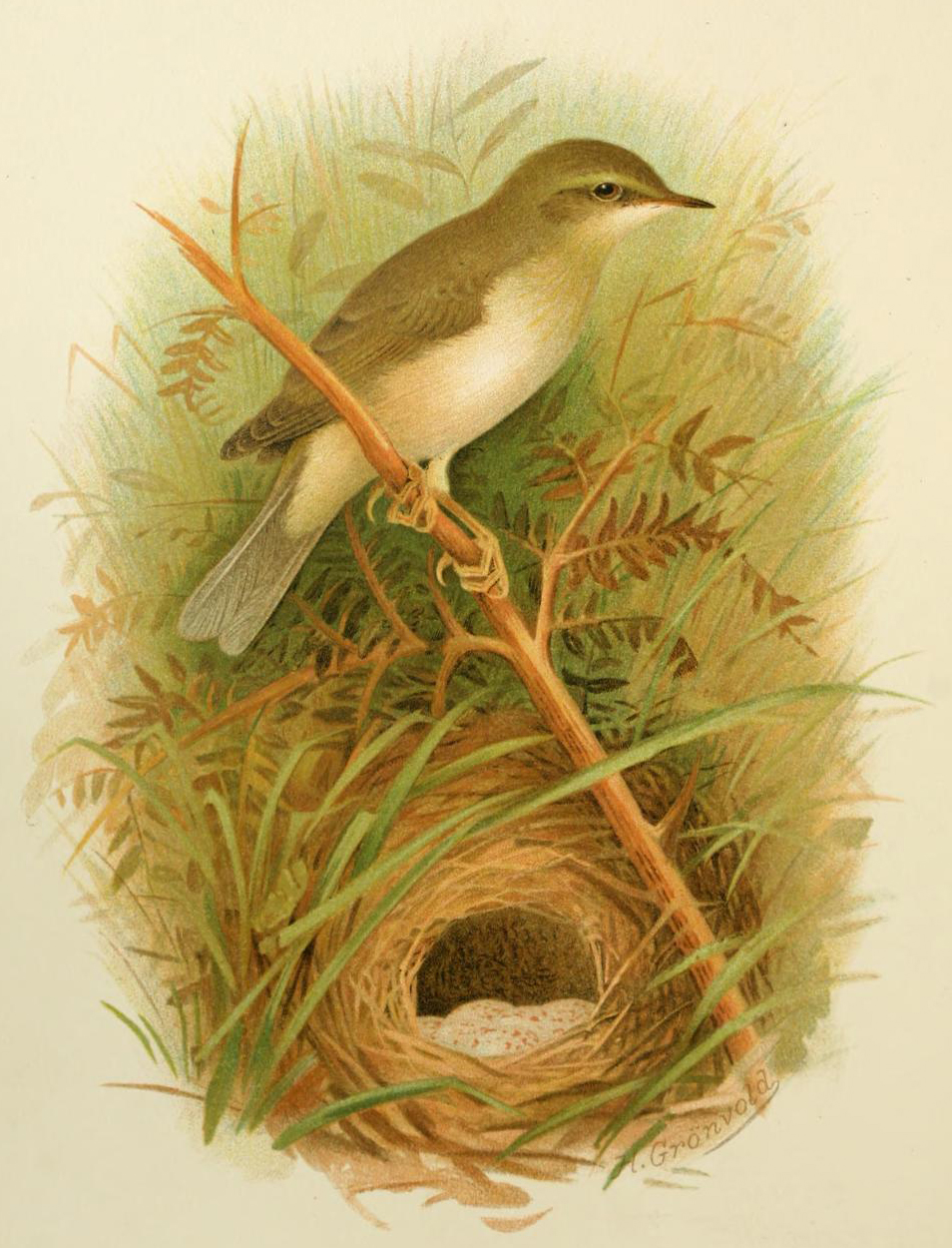
Вигляд гнізда

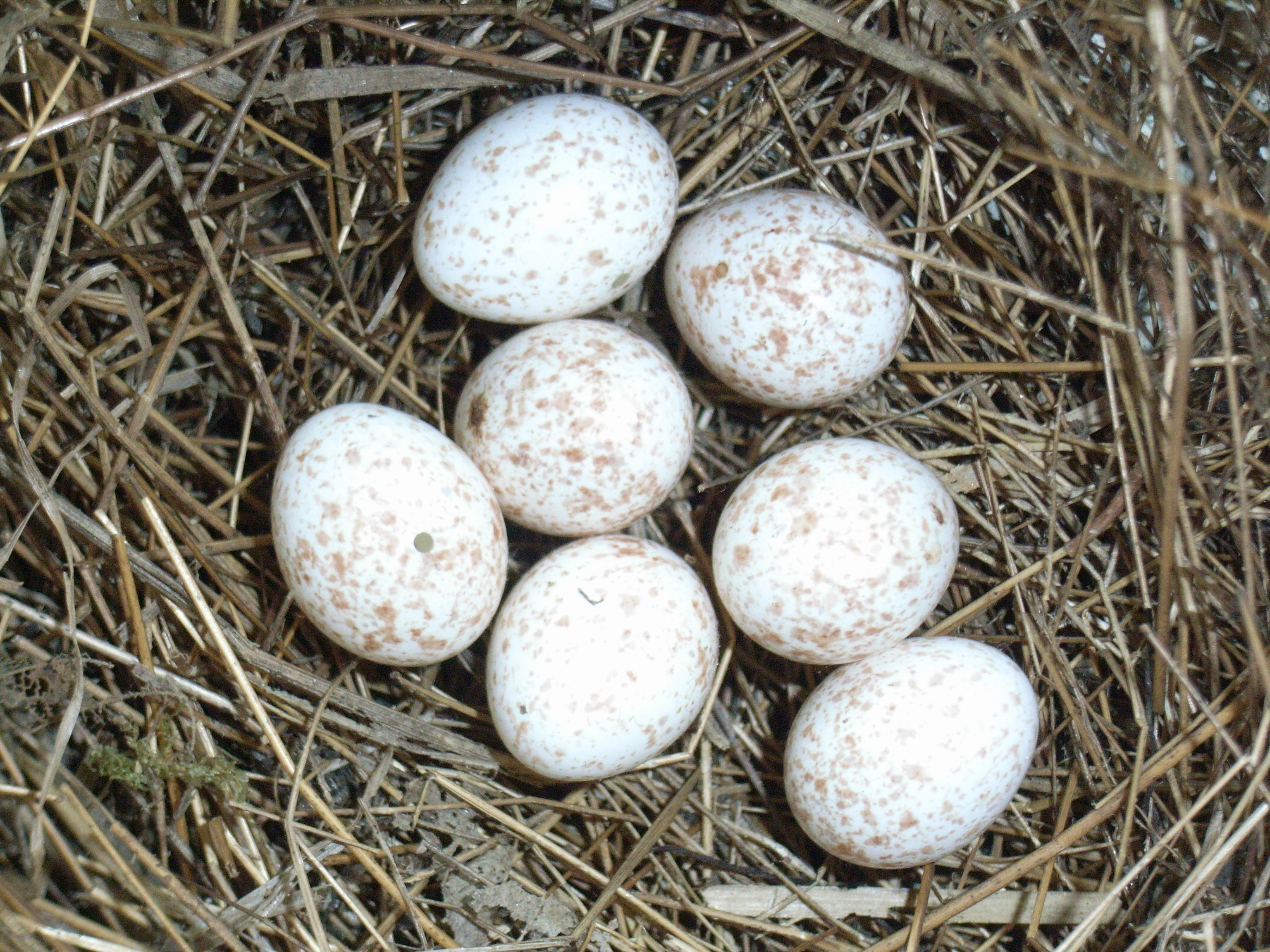
Яйця

Гніздиться окремими парами. Гніздо розміщує зазвичай на землі, серед низькорослого підліску, поблизу галявини, просіки, часто на схилі зарослої канави, невеликого яру, ями. При цьому гніздо завжди добре замасковане серед торішньої сухої трави. У рідкісних випадках влаштовує гніздо на хвойних породах на висоті до 0,3 м над землею.
Гніздо являє собою типову для вівчариків пухку кулеподібну споруду з бічним входом. Будівельний матеріал не переплітається, а акуратно укладається птахом. Ним може бути сухе листя та стебла трав'янистих рослин, шматки торішнього листя дерев, корінці. Внутрішня вистілка складається з тонких і ніжних травинок, корінців, значної кількості пір'я, іноді волосся.
У повній кладці 6-7, іноді 4-5, рідко 8 яєць. Середні розміри яєць 15,44×12,36 мм, середня вага яєць 1,21 г. Шкаралупа дещо блискуча або матова, вершково-білого кольору з рясно розкиданою дрібною іржаво-червоною поверхневою плямистістю, яка інколи утворює на тупому кінці більш або менш виражений віночок. Забарвлення глибокої плямистості варіює від сірого до червоно-фіолетового кольору.
До відкладання яєць птахи приступають у першій половині травня, деякі пари — на початку червня. Протягом року один виводок. Насиджує тільки самка протягом 11-14 (зазвичай, 13) діб.

## Міграція
Птахи залишають місця зимівлі в першій половині березня. Весняна міграція відбувається у вигляді хвиль, самці однієї популяції прилітають на 10-12 днів раніше за самок. Існує припущення, що самці летять швидше за самок. В Україні приліт птахів відбувається в різних регіонах з кінця березня — протягом квітня. У травні продовжується міграція птахів, що гніздяться у північніших регіонах за межами країни.
Після розпаду виводка молоді птахи розпочинають післягніздові кочівлі і у віці 26-60 (37,7+0,7) днів залишають район народження. Осіння міграція на території України розпочинається в середині серпня, останні птахи на півдні країни затримуються до кінця жовтня.

## Живлення
Вівчарик весняний живиться павуками, комахами та їхніми личинками, дрібними молюсками, а також ягодами.

## Охорона
Перебуває під охороною Бернської конвенції.